# بویان کرکیچ
بویان کرکیچ (Bojan Krkić؛ صربی: Бојан Кркић Перез؛ زادهٔ ۲۸ اوت ۱۹۹۰) که عموماً با نام بویان شناخته می‌شود، بازیکن سابق فوتبال اهل اسپانیا است.او در سن ۳۲ سالگی و در تاریخ ۲۳ مارس ۲۰۲۳ رسما از دنیای فوتبال خداحافظی کرد.

## دوران باشگاهی

### سال‌های اولیه
بویان کرکیچ در لینلویا، استان لریدا، کاتالونیا از پدری صربستانی به نام بویان کرکیچ سنیور و مادری اسپانیایی به نام ماریا لویزا پرز به دنیا آمد. بویان بین سال‌های ۱۹۹۹ تا ۲۰۰۶ را در آکادمی بارسلونا گذراند. سپس فصل ۰۷–۲۰۰۶ را در بارسلونا بی سپری کرد و زمانی که ۱۷ ساله شد نخستین قرارداد حرفه‌ای‌اش را بست. نخستین بازی بویان برای بارسا، در بازی دوستانه برابر باشگاه مصری الاهلی انجام داد و در آن گلزنی کرد.